# Уме
Уме (фр. Les Houmets) — группа отделяющихся во время прилива островов у восточного побережья Гернси.
Название их происходит от суффикса -hou, обозначающего остров и часто употребляющегося в географических названиях Нормандских островов.
Среди прочих группа включает в себя острова Уме-Бене, Уме-Паради и Уме-Омтолль.

## Виктор Гюго
Писатель Виктор Гюго, живший около 15 лет на острове Гернси, в романе Труженики моря описывает остров Уме-Паради.

## Острова
Уме-Бене располагается примерно в 180 метрах от берега острова Гернси. Близ него находится скала Омме (Hommet) с тем же этимологическим корнем в названии. На острове находится орудийная батарея, построенная в XVIII веке, и разместившиеся позже немецкая и британская. В 1921 года у Уме-Бене затонул пароход Клари. Остров имеет травяное покрытие.
Уме-Паради был первоначально известен как Уме-де-Ль’Эперкери, так как использовался для потрошения и сушки окуней (perques). Ранее принадлежал семейству Колла, чьё поместье Паради дало острову название. В 1920-х годах Уме-Паради использовался для выпаса скота. В 1951 году остров приобрёл Джеймс Уотсон из Ньюкасла-на-Тайне за 500 фунтов стерлингов, он же поставил остров под управление Национального Фонда Гернси. Уме-Паради оставался в собственности семьи до 2004 года, когда был продан на аукционе внуком Джеймса местному консорциуму с намерением сохранить остров в качестве природного заповедника.
Уме-Омтолль также известен как Омптолл. На острове растёт Армерия.

## Внешние ссылки
- Вид сверху острова Уме-Паради. Архивировано из оригинала 27 сентября 2007 года.